# Hemitaeniochromis
Hemitaeniochromis è un piccolo genere di ciclidi haplochromini endemico del Lago Malawi nell'Africa orientale. Il genere si distingue dagli altri generi di  haplochromini del Lago Malawi per alcuni dettagli della colorazione melanica e per la sua dentizione. Le differenze nella colorazione includono: 
- una striscia orizzontale centro-laterale che inizia in un punto situato almeno per la lunghezza di un occhio dietro l'opercolo, e che si divide in macchie separate sulla metà frontale dell'opercolo stesso, mentre è quasi continua nella parte posteriore, raggiungendo l'estremità del peduncolo caudale;
- una seconda striscia (sopralaterale) al di sopra di quella appena citata, che si trava solamente nella parte frontale dei fianchi, e che si divide anch'essa in macchie, almeno parzialmente;
- al di sopra di questa seconda striscia, alla base della pinna dorsale, la presenza di 4 o 5 macchie centrolineari.

La dentizione delle mandibole è anch'essa differente, nei pesci che raggiungono almeno i 10 cm di lunghezza (escludendo la pinna caudale): i denti esterni sono approssimativamente conici, con una singola cuspide, e sono separati l'uno dall'altro all'incirca dalla larghezza di un dente.

## Specie
Vi sono attualmente due specie riconosciute in questo genere:
- Hemitaeniochromis brachyrhynchus (M. K. Oliver, 2012)[2]
- Hemitaeniochromis urotaenia (Regan, 1922)[4]

## Acquariofilia
Hemitaeniochromis urotaenia è il solo membro del genere impiegato come specie da acquario. Come tutti i ciclidi del Lago Malawi, questa specie sopravvive al meglio in acque alcaline aggressive. Poiché gli individui di H. urotaenia raggiungono un minimo di 20 cm di lunghezza, escludendo la pinna caudale (Oliver 2012: 49), questi pesci sono allevati al meglio in acquari di volume superiore a 240 litri.